# Publius Aelius Marcianus (Eques)
Publius Aelius Marcianus (vollständiger Name Publius Aelius Publi filius Palatina Marcianus) war ein im 2. Jahrhundert n. Chr. lebender Angehöriger des römischen Ritterstandes (Eques). Durch eine Inschrift sind einzelne Stationen seiner Laufbahn bekannt.
Die militärische Laufbahn des Marcianus bestand zunächst aus den für einen Angehörigen des Ritterstandes üblichen Tres militiae. Er war zunächst Präfekt der Cohors I Augusta Bracarum und gleichzeitig Praepositus des Numerus Illyricorum, die beide in der Provinz Dacia inferior stationiert waren. Als zweite Stufe folgte der Posten eines Tribuns der Cohors Aelia Expedita, die in Mauretania Caesariensis stationiert war. Danach wurde er Präfekt der Ala Augusta II Thracum und zugleich Praepositus der Ala Gemina Sebastena, die beide ebenfalls in Mauretania Caesariensis stationiert waren.
Im Anschluss übernahm Marcianus als Praepositus das Kommando über zwei Flotten, die im Osten des römischen Reiches stationiert waren: der Classis Syriaca, deren Heimathafen Seleukia Pieria war sowie einer Classis Augusta. Zuletzt wurde er noch Präfekt der Classis Moesiatica; dieser Posten war mit einem Jahreseinkommen von 60.000 Sesterzen verbunden.
In Eburacum, dem heutigen York wurde ein Weihaltar mit einer Inschrift gefunden, der von einem Kohortenpräfekten namens Publius Aelius Marcianus gestiftet wurde. Die Einheit, die er kommandierte, ist in der Inschrift nicht angegeben; möglicherweise handelt es sich dabei um die Cohors I Augusta Bracarum.
Marcianus war in der Tribus Palatina eingeschrieben.